# Death Before Dishonor
I Death Before Dishonor sono una band hardcore di Boston. Il gruppo è stato formato da Bryan (voce), Frankie (basso), Eric Deitz (chitarra) e Dan Loftus (batteria).

## Formazione

### Formazione attuale
- Bryan Harris - voce
- Colin Reilly - chitarra
- Frankie Puopolo - chitarra
- Austin - basso
- Ben Kelly - batteria

### Ex componenti
- Memphis Murphy - batteria
- Josh Skull - batteria
- B-Roll - chitarra
- Rob Deangelis - basso
- Dave X - chitarra
- Eric Deitz - chitarra
- Dan Loftus - batteria

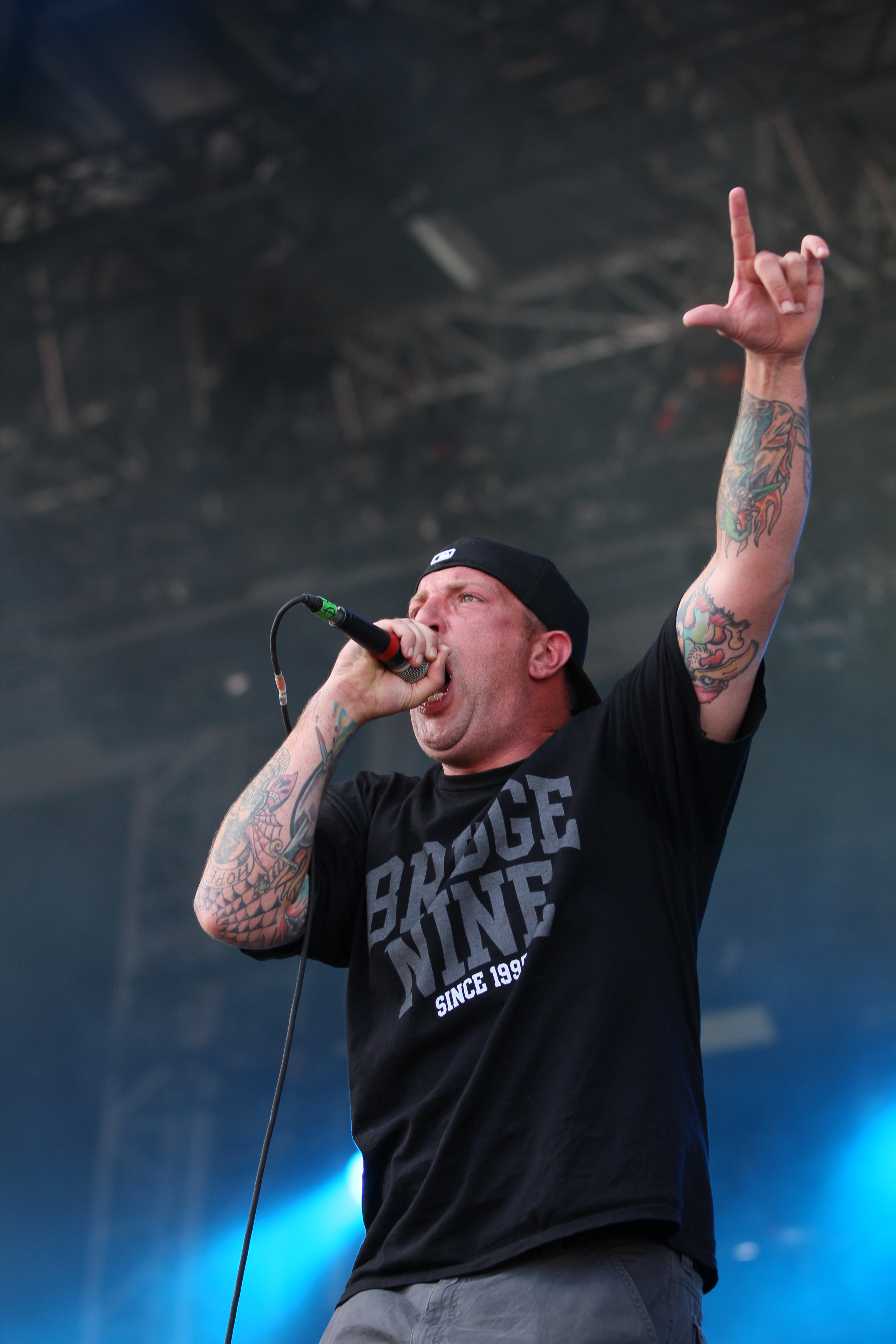
Bryan Harris
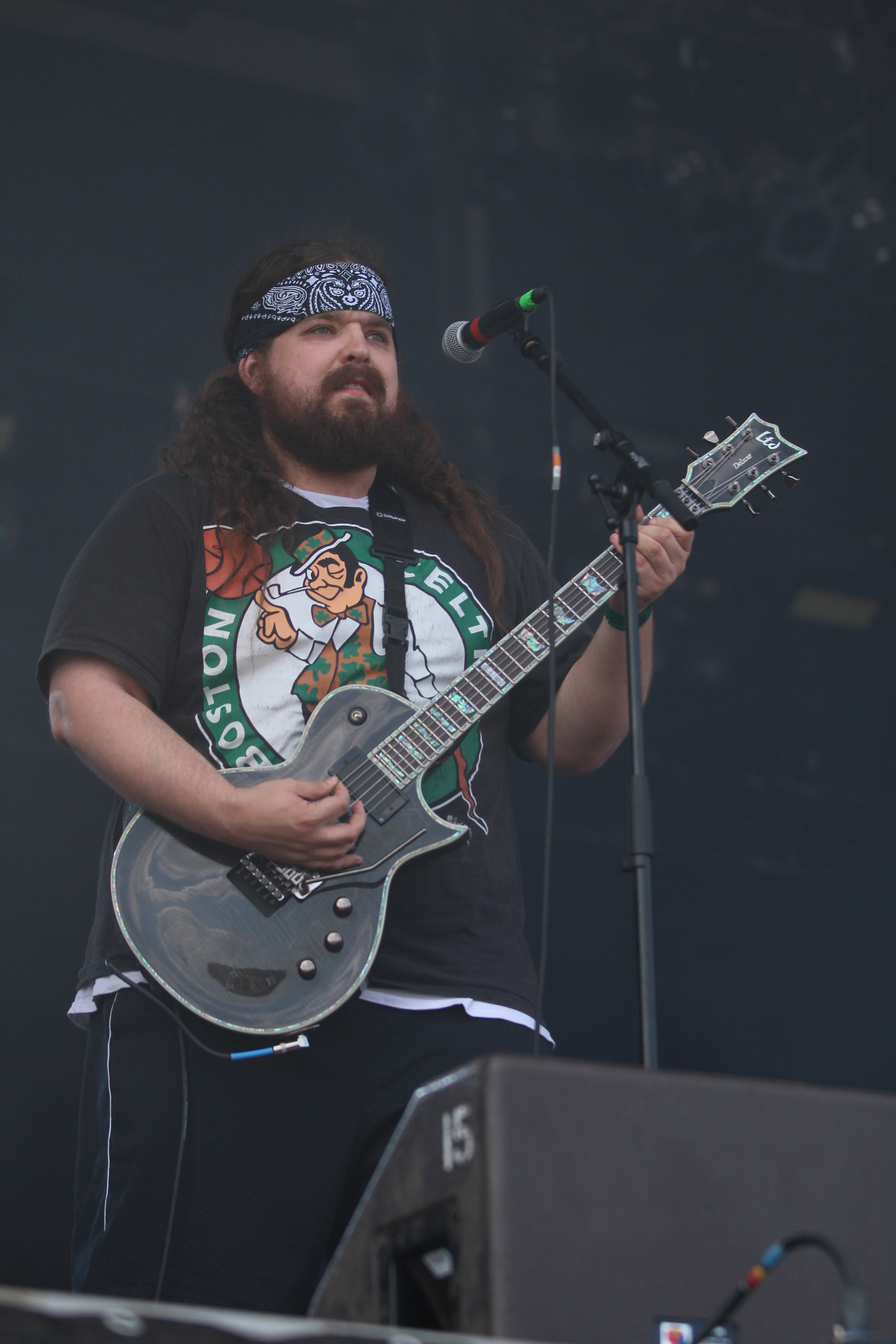
Frankie Puopolo
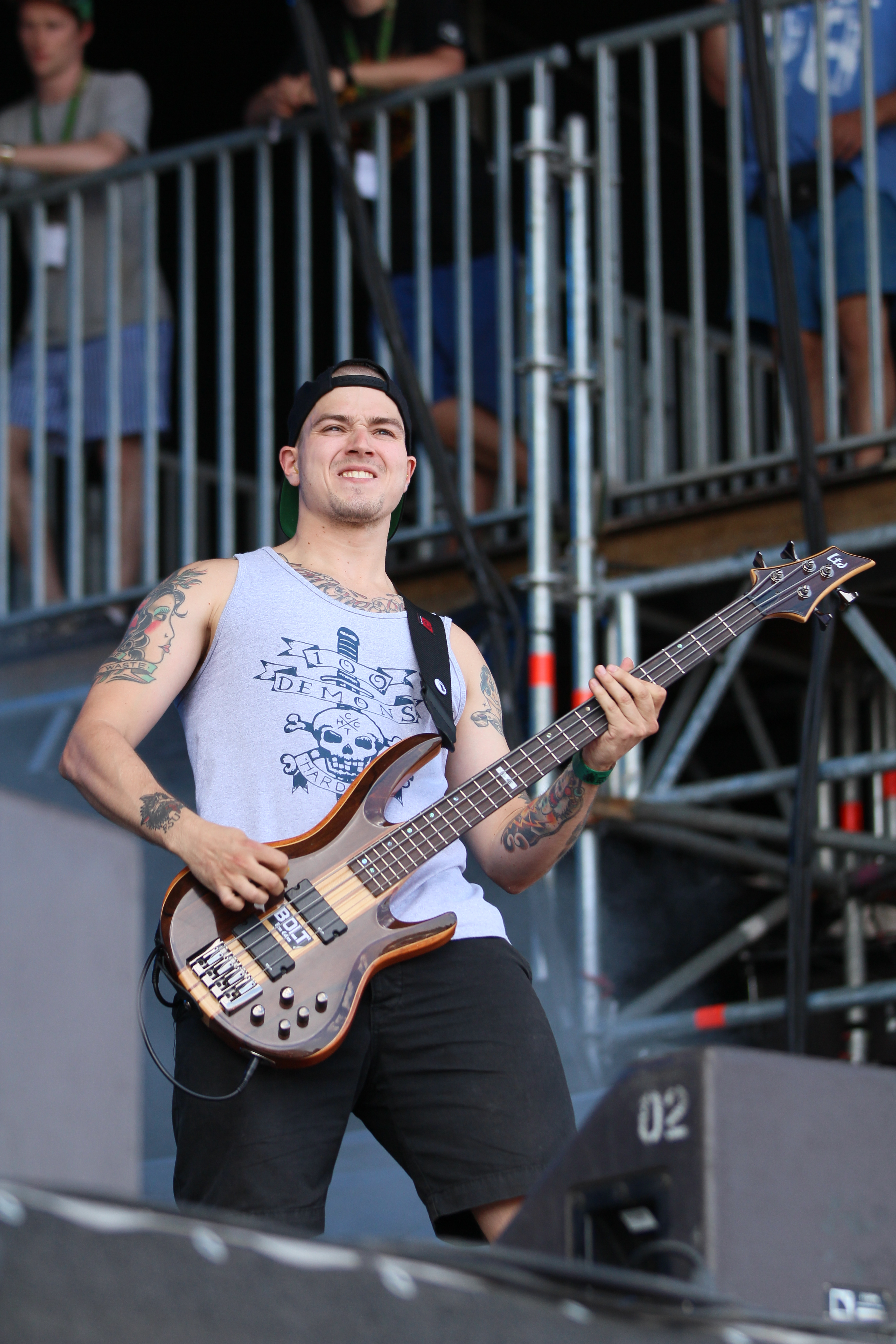
Austin

## Discografia
Album in studio
- 2002 - True Till Death
- 2005 - Friends Family Forever
- 2007 - Break Through It All
- 2007 - Count Me In
- 2009 - Better Ways to Die
- 2019 - Unfinished Business

Demo
- 2001 - Wartime

Split
- 2003 - Split (con i Nourish the Flame)
- 2006 - Split (con i Black Friday '29)